# Oligosaldina
Oligosaldina is een geslacht van wantsen uit de familie van de Saldidae (Oeverwantsen). Het geslacht werd voor het eerst wetenschappelijk beschreven door Statz & Wagner in 1950.

## Soorten
Het genus bevat de volgende soorten:

- Oligosaldina aquatilis Statz & Wagner, 1950
- Oligosaldina rhenana Statz & Wagner, 1950
- Oligosaldina rottensis Statz & Wagner, 1950